# Rue Murillo
La rue Murillo est une voie du 8e arrondissement de Paris.

## Situation et accès
Elle commence avenue Ruysdaël et se termine rue de Courcelles.
Le quartier est desservi par la ligne 2 à la station Courcelles.

## Origine du nom

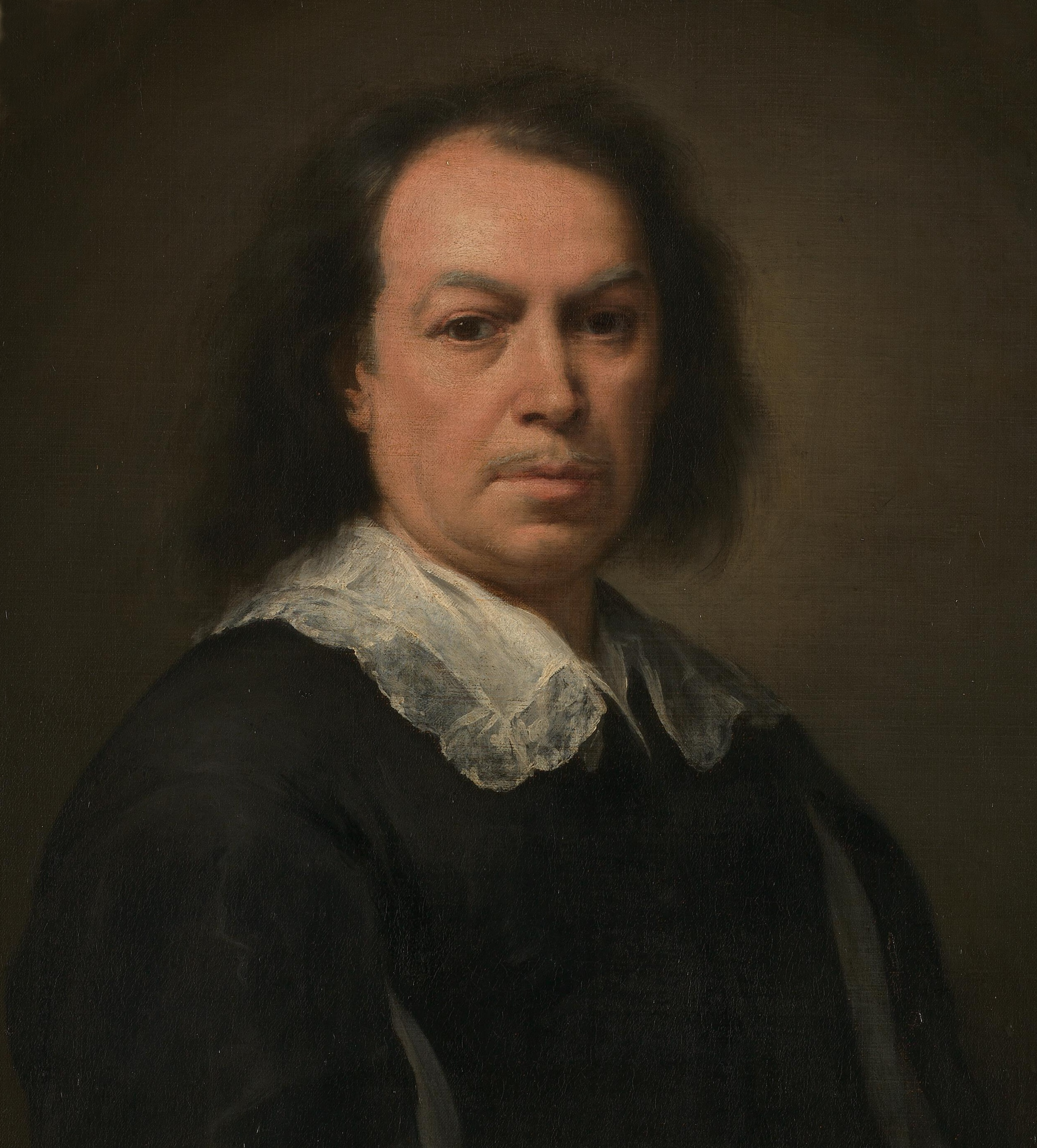
Autoportrait, Bartolomé Esteban Murillo.

Elle a été dénommée en l’honneur du célèbre peintre espagnol Bartolomé Esteban Murillo (1617-1682).

## Historique
Cette rue fait partie de celles qui furent ouvertes, en 1867, sur une partie de l'ancien parc de Monceau et qui a pris sa dénomination actuelle le 10 août 1868.
D'un acte passé le 8 avril 1867 devant maitre Fould et maitre Moquard, notaires à Paris, « monsieur Pereire cède et abandonne à titre d'échange, pour cause d'utilité publique, en s'obligeant aux garanties ordinaires de fait et de droit, à la Ville de Paris les quatre portions de terrains ci-après désignées, nécessaires à l'exécution de deux rues nouvelles aux abords du parc Monceau :
- 1° Un terrain situé à Paris, 8e arrondissement, nécessaire à l'ouverture d'une rue (rue Rembrandt) de 12 mètres de largeur, partant du parc Monceau pour aboutir au point de rencontre des rues de Courcelles et de Valois-du-Roule, en se croisant dans son parcours avec la deuxième rue nouvelle (rue Murillo) ci-après indiquée et la rue de Lisbonne. Ce terrain, d'une superficie de 1 127,13 m2, comprend toute la partie de cette rue nouvelle entre le parc Monceau et la rue de Lisbonne. Il est limité des deux côtés, vers le milieu, par les terrains ci-après désignés sous les nos 3 et 4, qui doivent être occupés par la deuxième rue nouvelle (la rue Murillo), et, dans tout le surplus, par des terrains restant appartenir à monsieur Pereire, destinés à l'usage de parterres, sur une largeur de 4 mètres.
- 2° Un terrain situé à Paris, même arrondissement, nécessaire à l'ouverture de la rue ci-dessus désignée (rue Rembrandt), dont il forme la continuation depuis la rue de Lisbonne jusque près désignée, dont il forme la continuation depuis la rue de Lisbonne jusque près le point de rencontre des rues de Courcelles et de Valois-du-Roule. Ce terrain est d'une superficie de 994,37 m2 tient d'un bout à la rue de Lisbonne et d'autre bout, pour une petite partie, à la rue de Courcelles, et, pour le surplus, à une portion de terrain appartenant à la Ville de Paris, et qui sera aussi affectée à la voie nouvelle pour en compléter le débouché ; des deux côtés, à des terrains restant appartenir à monsieur Pereire, destinés à l'usage de parterres sur une largeur de 4 mètres.
- 3° Un terrain situé à Paris, même arrondissement, nécessaire à l'ouverture d'une rue de 12 mètres de largeur (rue Murillo), partant de l'allée de sortie du parc Monceau, sur l'avenue de Messine, et aboutissant à la rue de Courcelles, avec alignement parallèle à la rue de Lisbonne. Ce terrain, d'une superficie de 1 862,90 m2 comprend toute la partie de ladite rue nouvelle (rue Murillo), entre la première rue à ouvrir (la rue Rembrandt), dont il est parlé ci-dessus et la rue de Courcelles. Et il est limité des deux côtés par des terrains restant appartenir à monsieur Pereire.
- 4° Et un terrain situé à Paris, même arrondissement, nécessaire à l'ouverture de la deuxième rue ci-dessus mentionnée (la rue Murillo), dont il comprend toute l'étendue depuis la première rue nouvelle (la rue Rembrandt) jusqu'à l'allée de sortie du parc sur l'avenue de Messine. Il contient en superficie 1 306,62 m2 et est également limité des deux côtés par des terrains restant appartenir à monsieur Pereire. »

En contre-échange, la Ville de Paris cède à monsieur Pereire deux terrains :
- « 1° Un terrain situé à Paris, 8e arrondissement, rue de Valois-du-Roule, limité :
  - 1° par ladite rue ;
  - 2° par un terrain appartenant à Monsieur Pereire ;
  - 3° et par une portion de terrain communal laquelle doit être dévolue à la voie publique, comme nécessaire au débouché de la première des rues nouvelles (la rue Rembrandt) dont il est ci-dessus parlé. Ledit terrain se compose de deux parcelles :
    - la première, d'une superficie de 35,69 m2, comme étant destinée à l'usage de parterres en bordure de la rue nouvelle ;
    - la deuxième, d'une superficie de 37,04 m2.
- 2° Et un terrain formant un parallélogramme rectangle, situé à Paris, 8e arrondissement, rue de Rome, sur laquelle il est en façade. Ce terrain est d'une superficie de 1 320 m2 tient par devant, à la rue de Rome et dans le fond, à la Compagnie des chemins de fer de l'Ouest, à droite, à M. Clairin, acquéreur de la Ville de Paris et, à gauche, à un terrain restant appartenir à la Ville. »

Décret du 10 août 1868
« Napoléon, etc., 

Sur le rapport de notre ministre secrétaire d’État au département de l'Intérieur,
vu l'ordonnance du 10 juillet 1816 ;
vu les propositions de M. le préfet de la Seine ;
avons décrété et décrétons ce qui suit :
Article 4. — Les deux rues ouvertes au sud du parc Monceau prendront : 
la première, parallèle à la rue de Lisbonne, le nom de rue Murillo ;
la seconde, située entre la rue de Courcelles et le parc Monceau, celui de rue Rembrandt.
La partie de la rue de la Bienfaisance comprise entre le boulevard Malesherbes et l'avenue de Messine prendra le nom de rue de Rovigo.
La partie de la rue de la Pépinière comprise entre le boulevard Malesherbes et la rue du Faubourg-Saint-Honoré prendra le nom de rue Abbatucci.
Etc.
Article 17. — Notre ministre secrétaire d'État au département de l'Intérieur est chargé de l'exécution du présent décret.
Fait au palais de Fontainebleau, le 10 août 1868. »

## Bâtiments remarquables et lieux de mémoire
- No 1 (et 1, avenue Ruysdaël) : hôtel Crosnier. Hôtel particulier de la seconde moitié du XIXe siècle ayant appartenu au financier Ernest Crosnier, directeur général des Sucreries Say, qui s'y est suicidé après l'effondrement de l'action de la société en 1905, consécutif à la faillite de sa filiale égyptienne au sein de laquelle des détournements avaient été opérés à des fins de spéculation boursière. Cet épisode a inspiré le roman de Maurice Druon Les Grandes Familles (1948). Représentatif des grands hôtels issus du lotissement des abords du parc Monceau, il présente une façade composée de deux étages carrés sur un soubassement semi-enterré orné de bossages. Les fenêtres cintrées du premier étage sont ornées de guirlandes. Le balcon du second étage est soutenu par de fortes consoles. La toiture est percée de lucarnes. L'hôtel abrite actuellement l'ambassade d'Algérie à Paris.
- Nos 4-6 : immeuble de style néo-Louis XIII construit par l'architecte Auguste Tronquois en 1869. Façade de trois étages carrés sur rez-de-chaussée en pierre et brique rouge organisée autour d'une cour séparée de la rue par des grilles. À l'alignement, les grilles sont interrompues par un pavillon en pierre servant de conciergerie. La façade postérieure donne sur le parc Monceau. L'immeuble est très représentatif du lotissement luxueux autour du parc réalisé par Émile Pereire après 1860. Il s'agissait à l'origine de deux hôtels particuliers indépendants ;
  - le no 6 a été acheté en 1872 par l'industriel alsacien Antoine Herzog, propriétaire de terrains dans la plaine Monceau et fondateur de la Compagnie Immobilière de le plaine Monceau, qui s'y était installé quand l'Alsace est devenue allemande (cahier des charges du 14 janvier 1861 définissant les prescriptions architecturales) ;
  - Gustave Flaubert a habité au no 4 de 1869 à 1875 (4e étage avec vue sur le parc Monceau). Anatole France a évoqué ce « petit appartement [avec son] petit salon, tendu de tapis d'Orient[2]. »

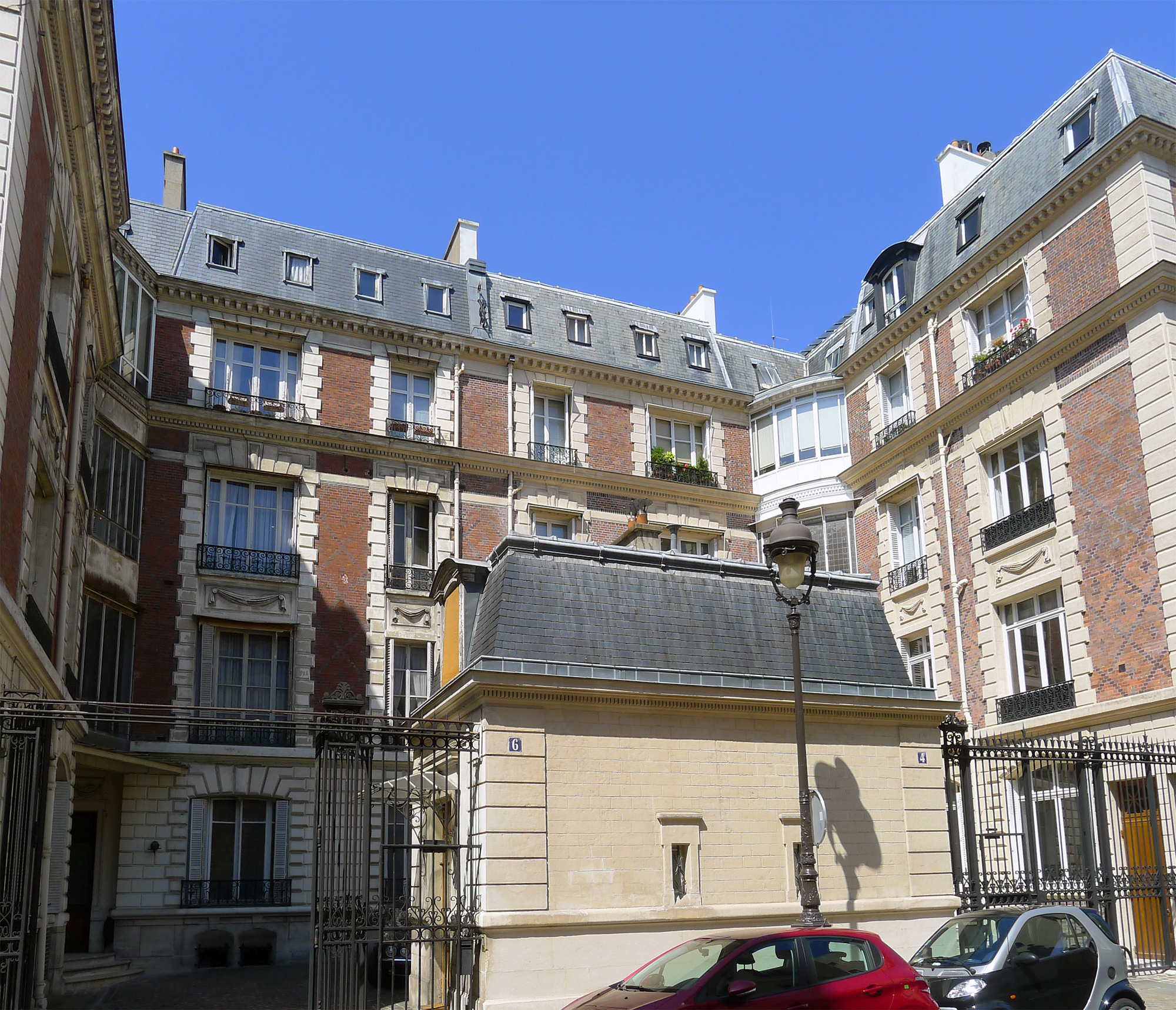
Nos 4 et 6.

- No 8 (et 16, rue Rembrandt) : immeuble de rapport de style néo-Louis XIII en pierre et brique très similaire à celui des no 4-6 ci-dessus, également réalisé par l'architecte Auguste Tronquois en 1869, et lui aussi organisé autour d'une cour séparée de la rue par des grilles coupées en leur milieu d'un pavillon en pierre servant de conciergerie. L’homme politique Léon Renault (1839-1933), qui fut sénateur, ministre et préfet de police, a résidé à cette adresse[3], de même que l’ingénieur Émile Pereire, fils de l’un des frères Pereire[4], et le comte Gabriel de La Rochefoucauld (1875-1942) : 
  - « Au 8 était le domicile du comte Gabriel de La Rochefoucauld et de la comtesse, née Richelieu[5]. Le comte Gabriel de La Rochefoucauld a signé des ouvrages de la plus fine qualité. Le salon de la comtesse, tout en restant très mondain, fut accueillant aux gens de lettres et aux artistes. Il fut un précieux lieu de rencontre : on ne cherchait point ici à composer une galerie des illustres qu'on aurait montrés en “liberté” (surveillée). On souhaitait seulement de susciter d'intéressantes confrontations entre gens de bonne compagnie et animés par un sincère amour des lettres françaises[6]. »

Le vestibule et la cage d'escalier principal de l'immeuble font l'objet d'une inscription au titre des Monuments historiques par arrêté du 9 février 2024.

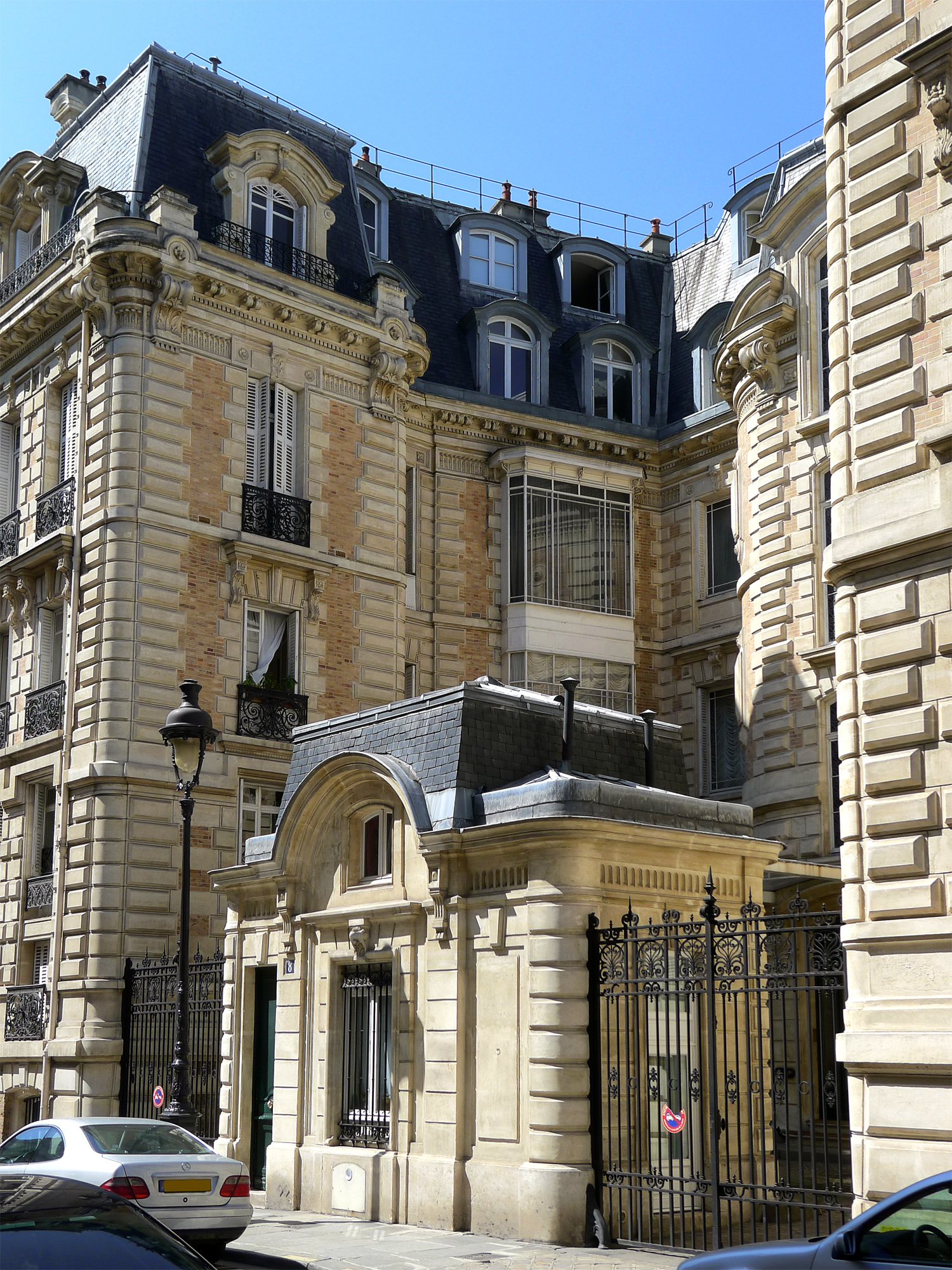
No 8.
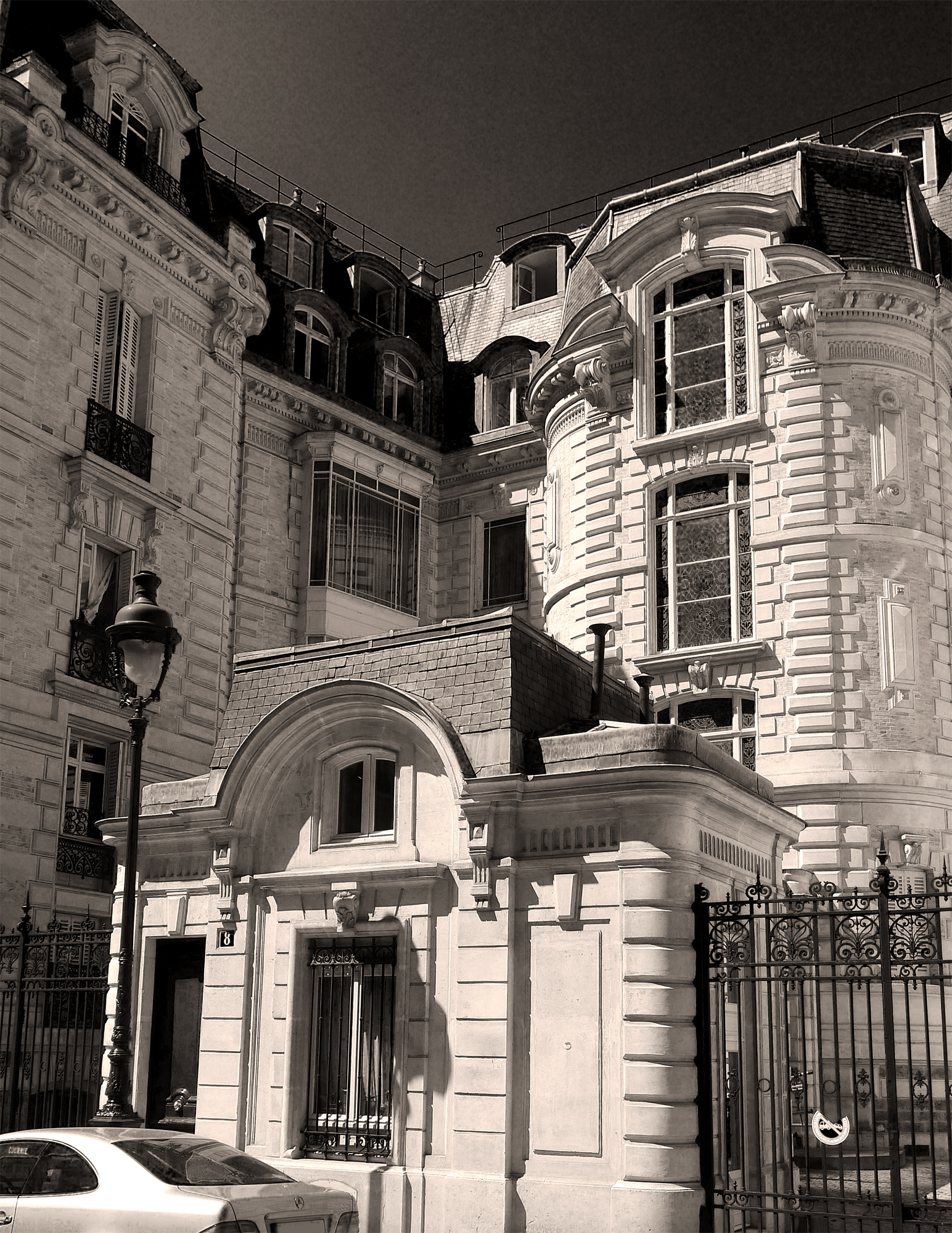
Vue plus frontale.
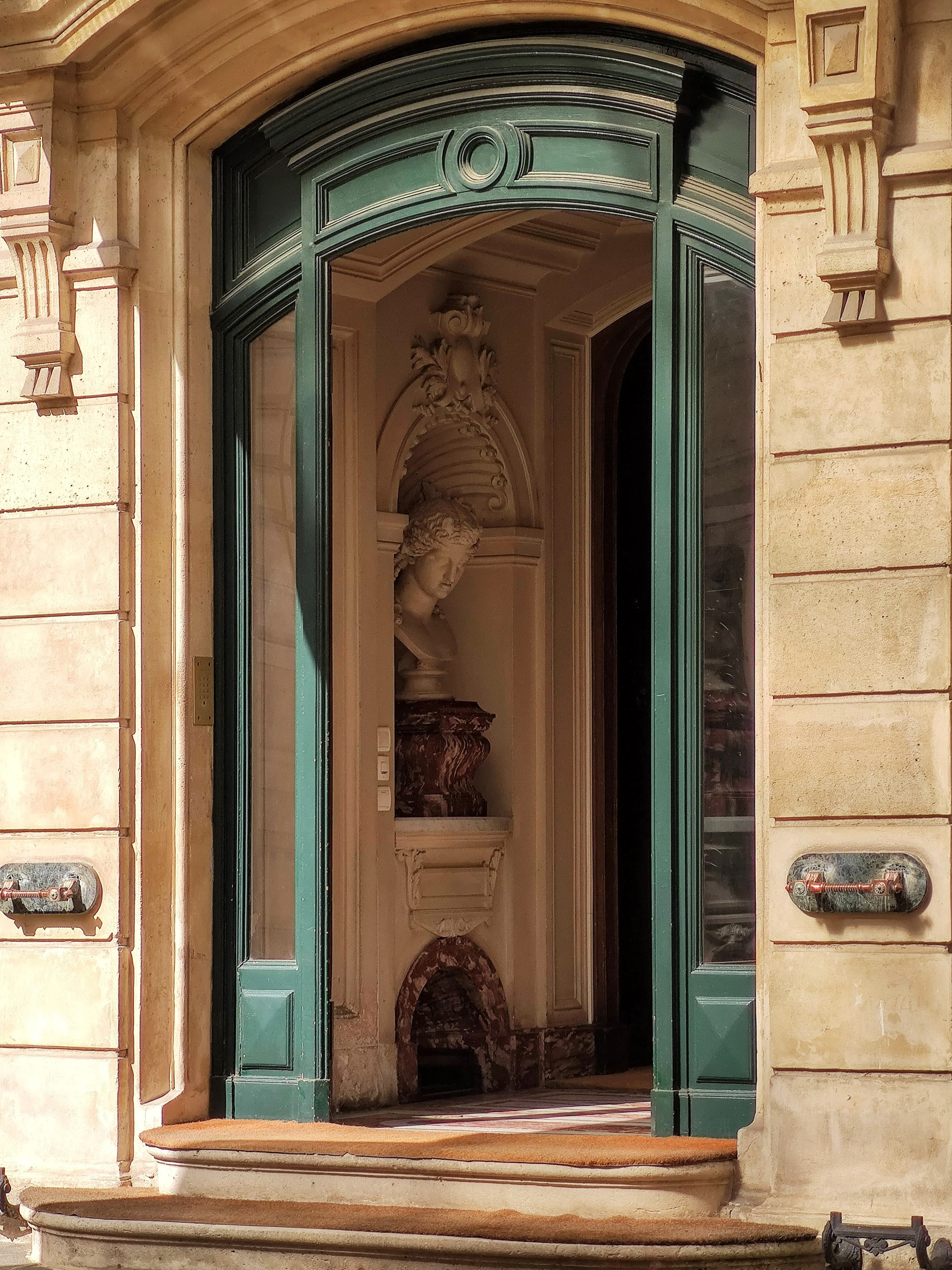
Entrée.

- No 9 : immeuble-hôtel construit à partir de 1870 par l'architecte Gustave Clausse. Il se réserva le rez-de-chaussée et le premier étage en pierre et loua les étages supérieurs en brique. Dans la cour, sur le mur mitoyen en face de l'entrée, Clausse remonta une arcade et des chapiteaux fournis par Edmond Guillaume, architecte chargé de la démolition du palais des Tuileries[8]. Un buste, peut-être d'Alphonse d'Este, provenant de Florence et deux chapiteaux vénitiens complètent cet ensemble. Les ouvertures du premier étage sont en plein cintre, ornées de céramiques polychromes et, à l'angle en pan coupé avec la rue Rembrandt, elles sont en serlienne. Le plafond du salon de cet étage fut décoré d'anges musiciens par le peintre Albert Gérard[9].

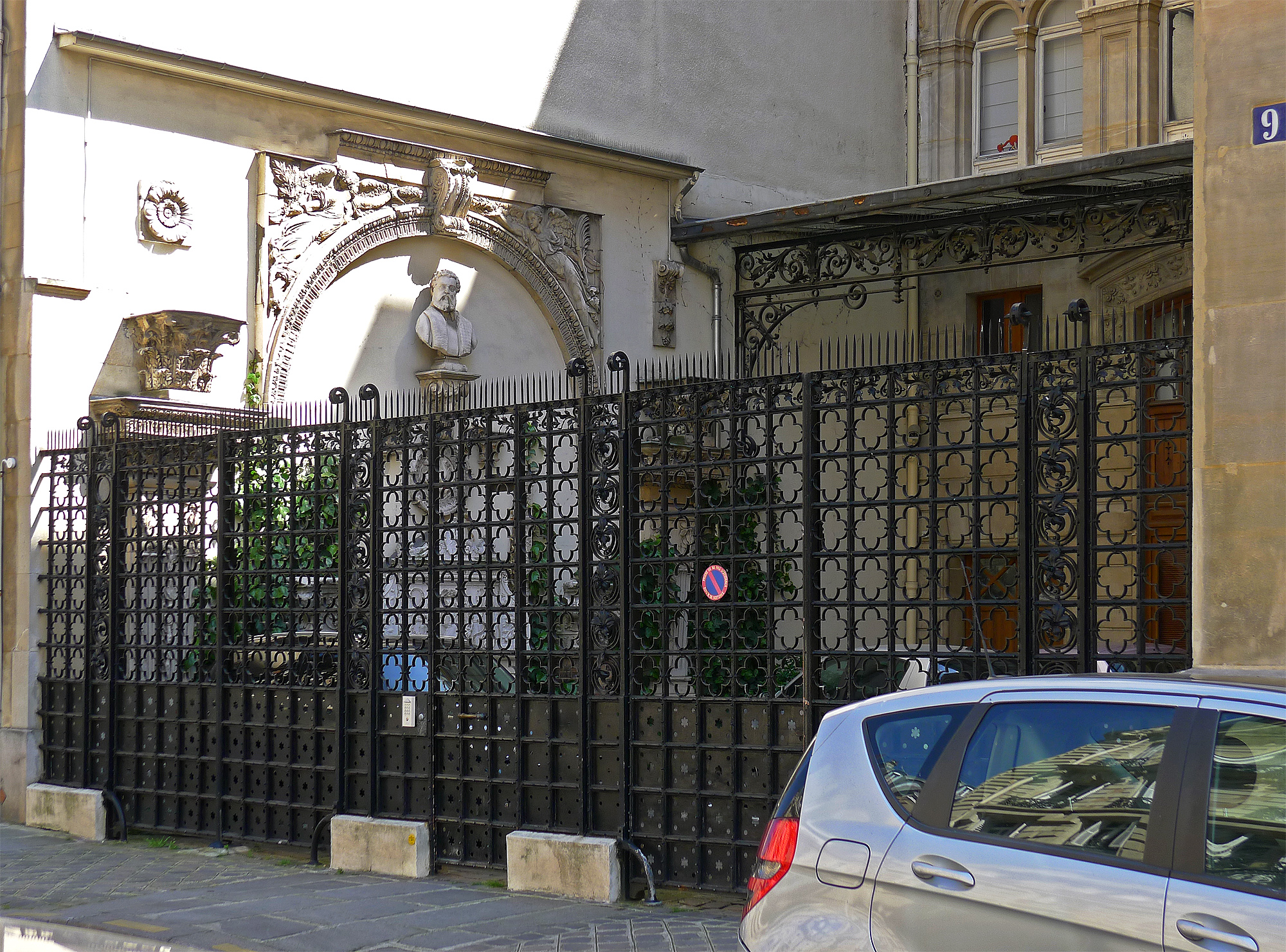
No 9.
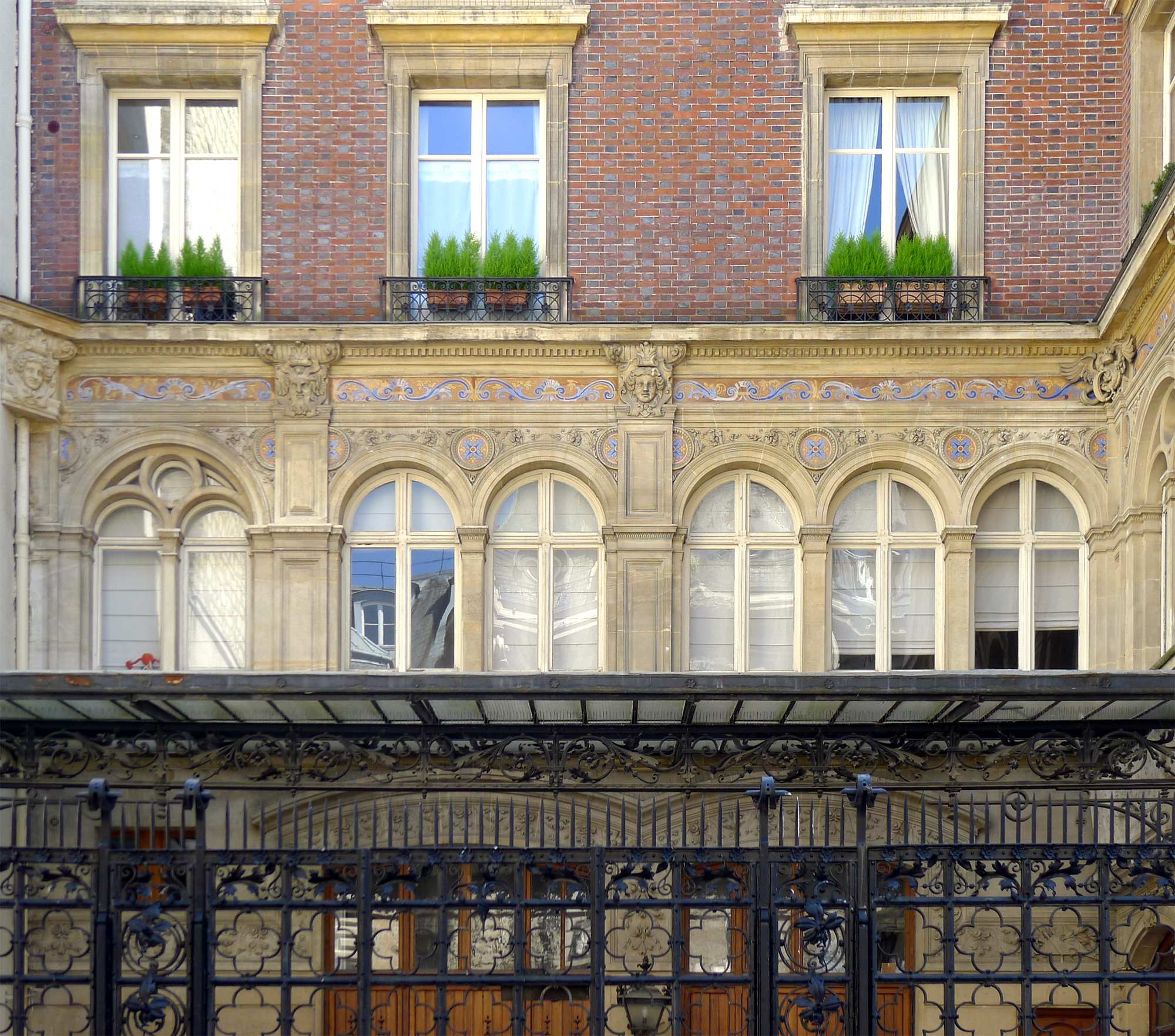
Façade.
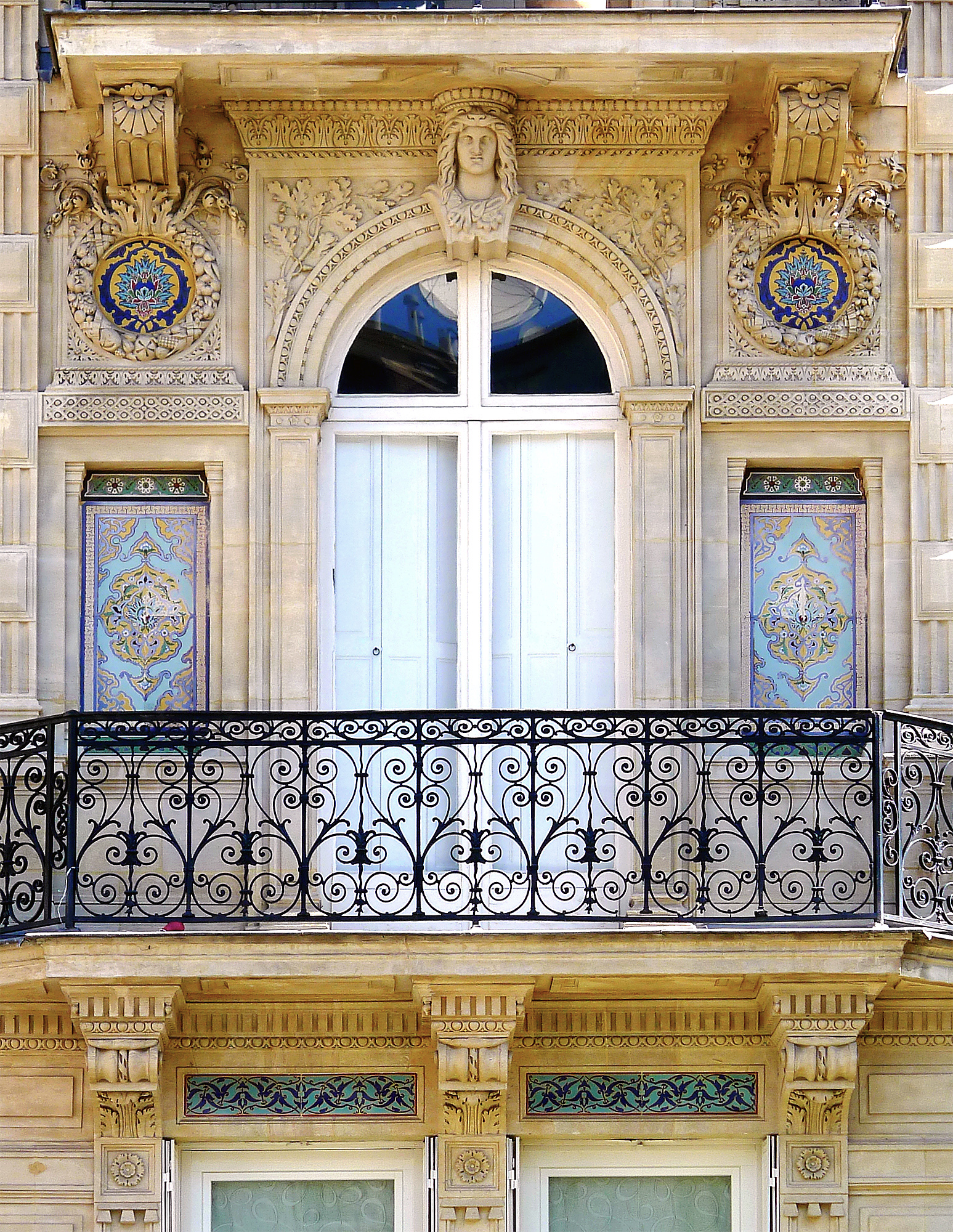
Serlienne.

- No 10 (angle rue Rembrandt) : ancien hôtel particulier construit en 1872 par l'architecte William Bowens Vander Boijen pour le banquier et collectionneur d'art Léopold Goldschmidt (1830-1904)[10]. Peu après sa mort, l'hôtel Goldschmidt est racheté, en 1906, par l'homme d'affaires américain  James Stillman (1850-1918)[11]. En 1915, James Stillman, connu pour son engagement en faveur des victimes de la Grande Guerre, y installe un hôpital militaire [12] destiné aux officiers blessés. Cet hôpital complémentaire, qui porte le no 17 et compte 24 lits, ouvre le 14 janvier 2015 et ferme le 28 juin 2018. 256 officiers y ont été hospitalisés. Le musée du Service de santé des armées en conserve au moins deux clichés[13]. À une date indéterminée, la façade donnant sur la rue Rembrandt a été complètement remaniée : de deux étages, on est passé à trois et la marquise qui protégeait et qui mettait en valeur l’entrée a été détruite. Cette marquise était encore en place en 1919[14].
- No 11 : selon André Becq de Fouquières, « le nom des Hottinguer revient au 11, dans un immeuble où nous rencontrons aussi un célèbre sociétaire de la Comédie-Française, Jules Leitner, une comédienne, Mlle Préval, et, un temps, la cantatrice Lucienne Bréval[6] ».
- No 12 : hôtel particulier où meurt l'artiste peintre François-Théophile-Étienne Gide (1822-1890)[15].
- No 14 : hôtel particulier qui, quoique présentant une façade plus sobre que celui du no 16, se rattache au même ensemble cohérent de la fin du XIXe siècle.

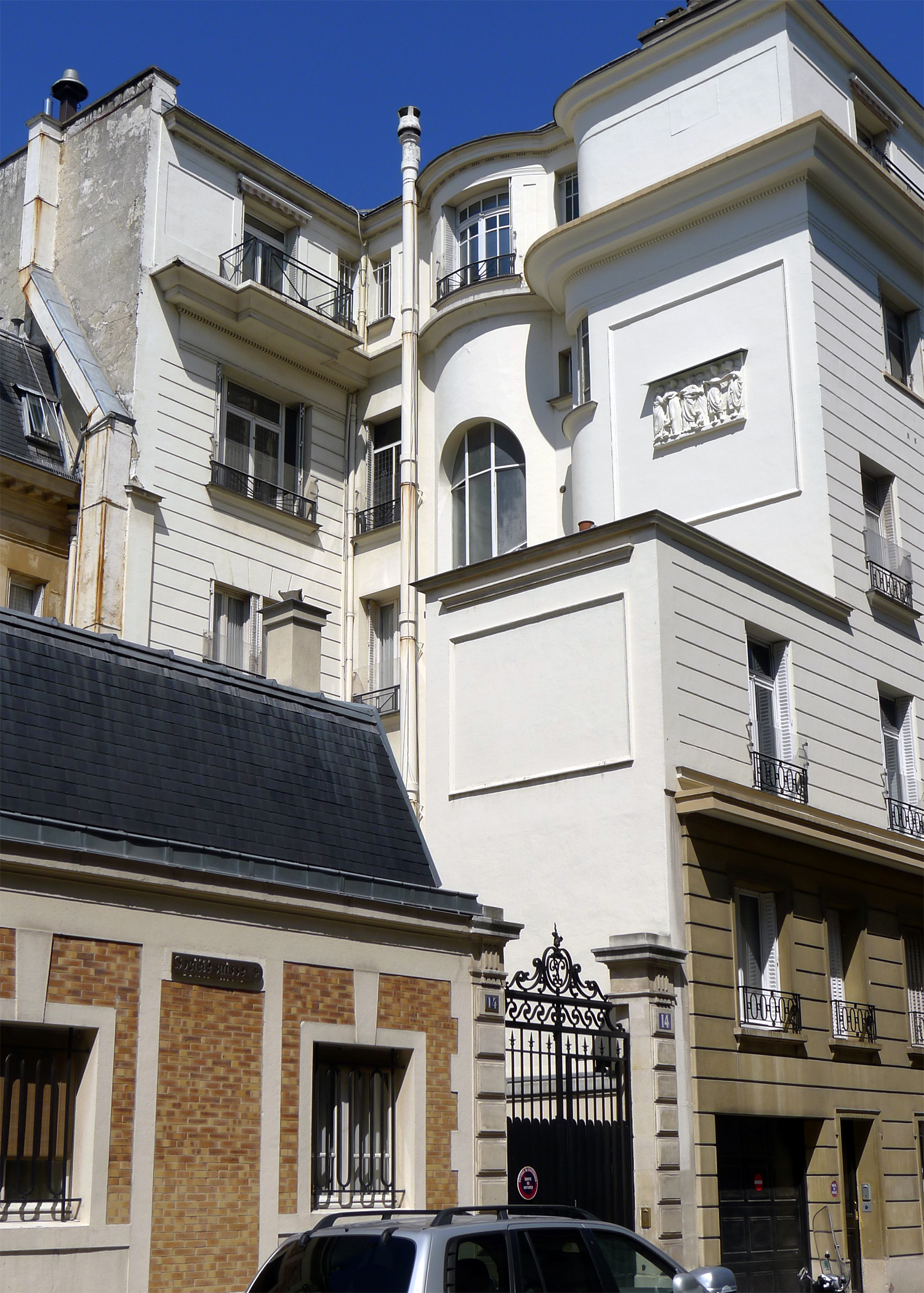
No 14.
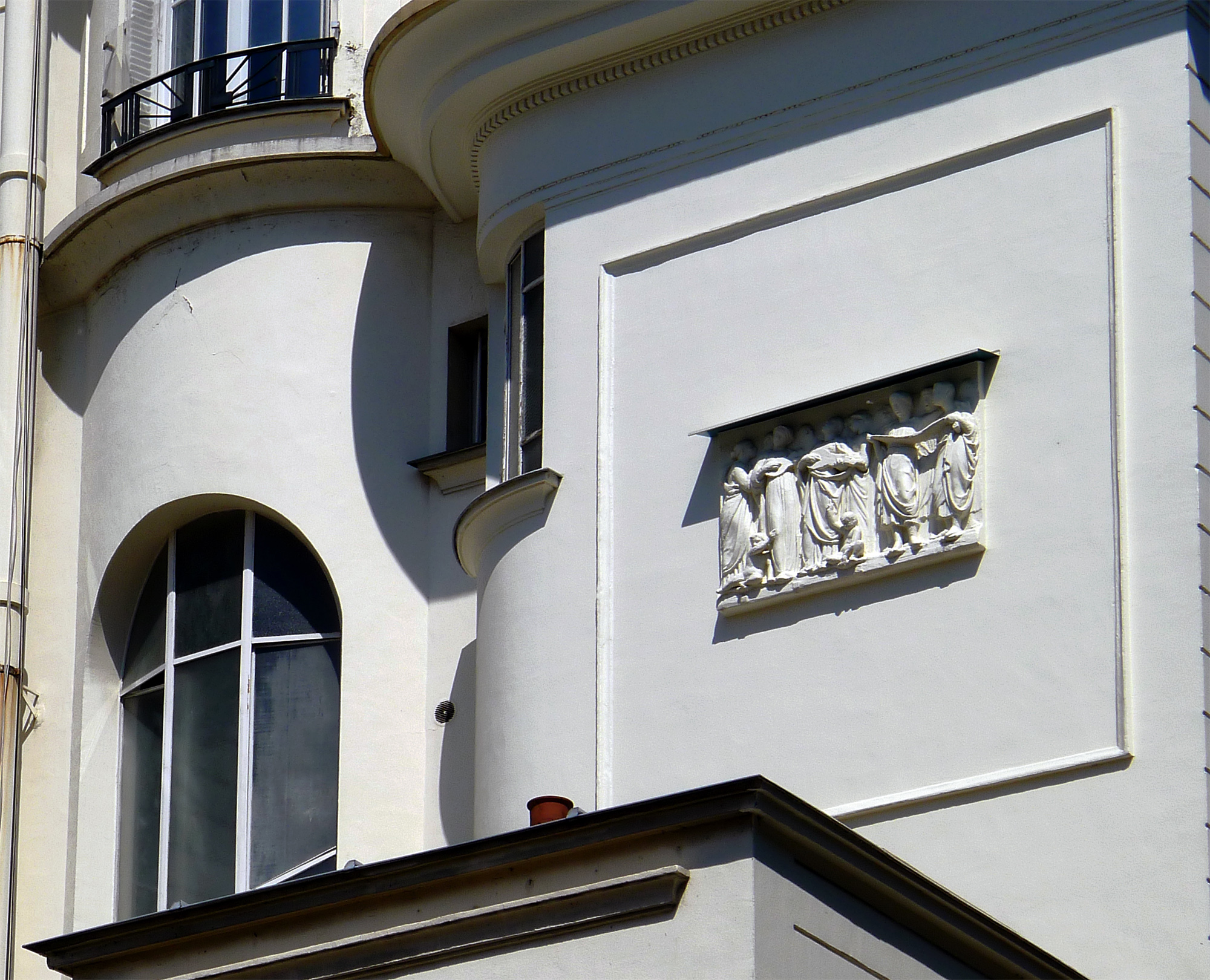
Détail.

- No 16 : hôtel particulier construit en 1878 (ou 1868 date gravée en façade)[16]. En pierre de taille, il est décoré dans un style Renaissance (fenêtre à meneaux, lucarnes en pierre présentant un amortissement et des ailerons sculptés, toiture en bâtière). La cour donne sur la rue et à côté, une petite maison, en brique et pierre de taille, forme un ensemble avec l'hôtel. Hôtel de M. S. Elizade (en 1910)[17]. L'hôtel a été restructuré en 2008 par les architectes Daniel et Michel Bismut pour accueillir l'ambassade de Singapour en France.

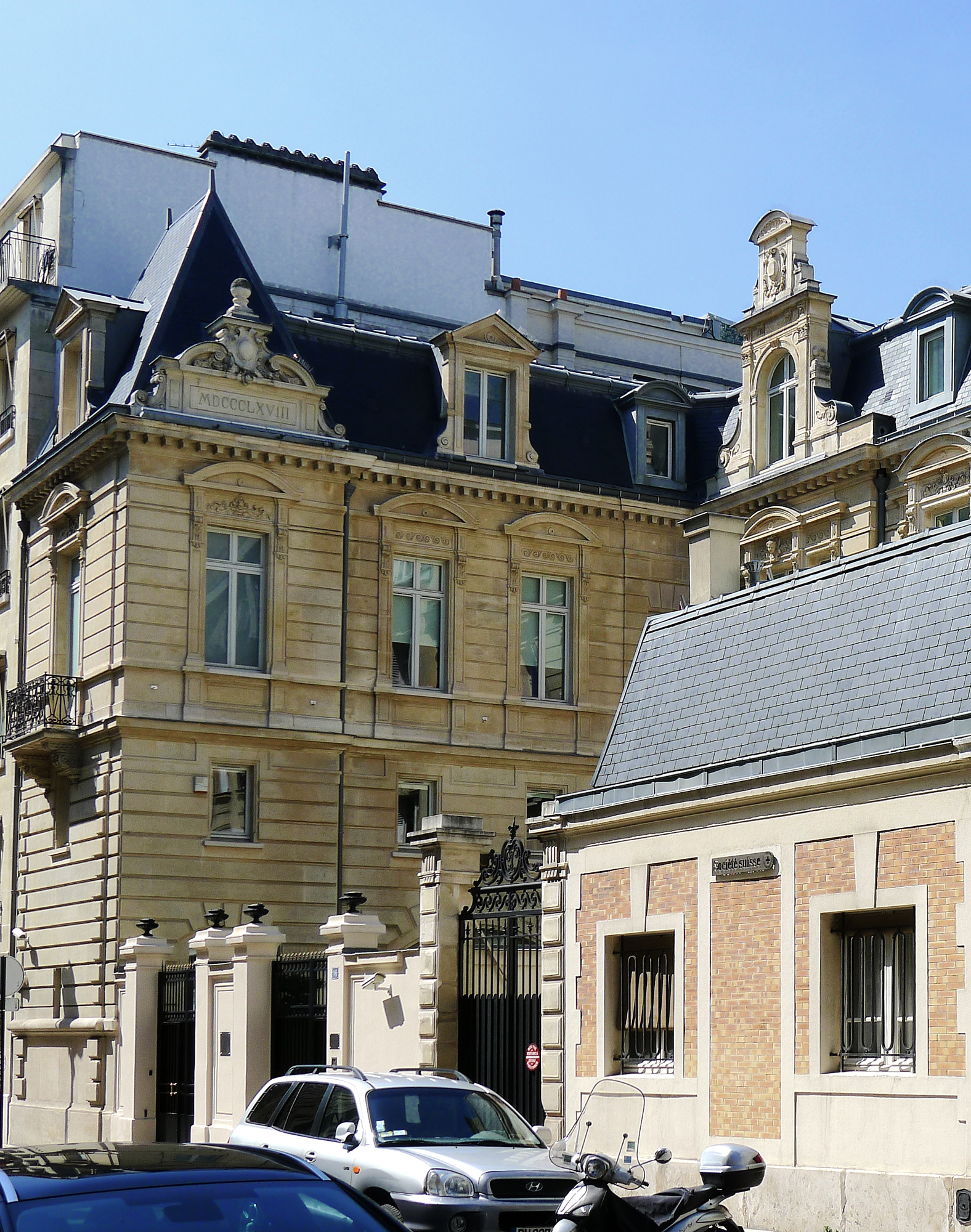
No 16.
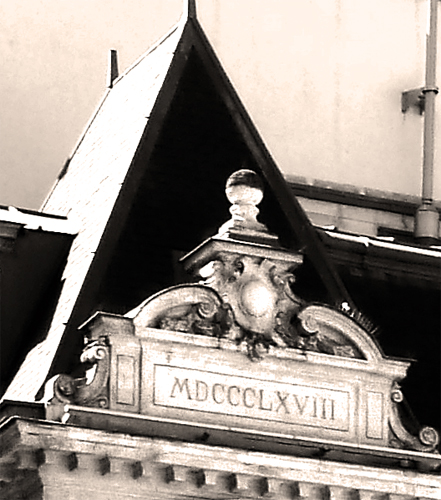
Date de la construction : 1868.

- No 21 : hôtel de M. Viellard (en 1910)[17].
- No 25 : hôtel du comte J. d'Arlincourt (en 1910)[17], de style néo-Louis XIII en brique et pierres.
- No 26 : hôtel de François de Cossé-Brissac, 11e duc de Brissac (1868-1944) et de la duchesse née Mathilde de Crussol d'Uzès[6], propriété de la duchesse d'Uzès[17] (après 1902).

### Bâtiments détruits
- No 9 : hôtel particulier et atelier du comte Émilien de Nieuwerkerke, sculpteur et surintendant des beaux-arts, construit par Hector-Martin Lefuel, vendu en 1870 puis démoli[18].
- No 18 : hôtel du banquier Octave Homberg (1844-1907)[17],[6], issu d'une famille d'origine juive convertie au catholicisme, originaire du Havre, ancien élève de l'École polytechnique, inspecteur des finances, sous-directeur au ministère des Finances, directeur de la Société générale, président de la Compagnie des chemins de fer de l'Ouest et de la Société générale des chemins de fer économiques, administrateur de l'Imprimerie Chaix et censeur de la Banque de France de 1891 à sa mort. Il fut également un célèbre collectionneur[19]. La seconde femme de son fils Octave, Jeanne Octave Homberg (1884-1946), fut présidente fondatrice de la Société d'études mozartiennes.
- No 20 : hôtel où le financier Jacques de Reinach (1840-1892), l'un des protagonistes du scandale de Panamá, est mort dans des circonstances mal élucidées (suicide ou rupture d'anévrisme). Hôtel de la famille Lefebvre de Viéville[20],[21].
- No 22 : hôtel de M. E. Le Normand (en 1910)[17].
- No 24 : hôtel du comte R. Chandon de Briailles (en 1910)[17],[6].

### Habitants célèbres
- Lucienne Bréval (1869-1935), chanteuse d'opéra (no 6), en 1910[17].
- Jules-Louis-Auguste Leitner (1862-1940), sociétaire de la Comédie-Française (no 11), en 1910[17].
- Gustave Flaubert, romancier, de 1869 à 1875.

## Sources
- André de Fouquières, Mon Paris et ses Parisiens : Le quartier Monceau, vol. 2, Paris, Pierre Horay, 1954.
- Félix de Rochegude, Promenades dans toutes les rues de Paris : VIIIe arrondissement, Paris, Hachette, 1910 (lire en ligne).